# Flatholmen
Pour les articles homonymes, voir Flatholmen (homonymie).
Flatholmen est une île norvégienne du comté de Hordaland appartenant administrativement à Stord.

## Description
Rocheuse et couverte d'arbres, à fleur d'eau, elle s'étend sur environ 112 m de longueur pour une largeur approximative de 77 m. Elle compte plusieurs quais d'amarrage et un bâtiment. 